# Scironis sima
Scironis sima är en spindelart som beskrevs av Chamberlin 1948. Scironis sima ingår i släktet Scironis och familjen täckvävarspindlar. Inga underarter finns listade i Catalogue of Life.